# 星と泉
『星と泉』（ほしといずみ）は、星湖舎から発行された、投稿雑誌。

## 概要
判型はA5判。定価は540円。
毎回、頻繁に余命がある闘病者のグラビアと、プロの筆者(木井昭一、マキのゆるゆるそわか、CHARLIY、あたるしましょうご中島省吾
)、投稿者の文学作品からなる。第15号では釈徹宗、第22号では高嶋哲夫などのグラビアもある。

## 主なグラビア
- 癌克王
- 脳性麻痺。奇跡の口笛が聞こえる
- 余命二週間
- がんサバイバーシールエミコ
- 闘病記の選び方
- がんサバイバー阿南里恵さんファン増
- 闘病記2020
- 終活釈徹宗
- 高嶋哲夫
- 一生治らない病気と共に生きるオカリナ演奏者
- ウクライナ人